# Comitê Olímpico Nacional do Azerbaijão
O Comitê Olímpico Nacional do Azerbaijão (em azeri: Azərbaycan Milli Olimpiya Komitəsi) (AZMOC) é o responsável pela participação do Azerbaijão nos Jogos Olímpicos. O seu atual presidente é o Presidente do Azerbaijão Ilham Aliyev desde 1997.